# 세계 무역 센터의 건설

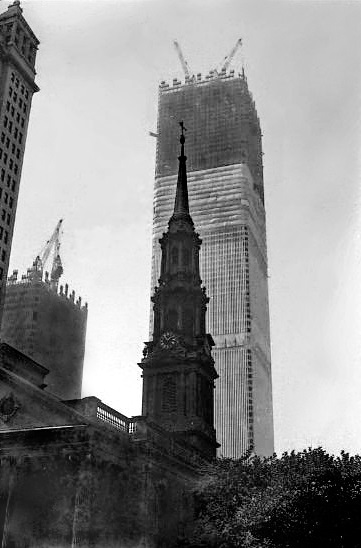
1971년, 건설 중인 제1 세계무역센터의 모습.

미국 뉴욕시에 있던 첫 세계 무역 센터의 건설 계획은 데이비드 록펠러가 주창한 로어맨해튼 재개발을 위한 도시재생계획의 일환으로 구상되었다. 세계 무역 센터의 건설과 개발은 뉴욕 뉴저지 항만공사가 맡았다. 세계 무역 센터라는 아이디어는 제2차 세계 대전 이후 기존의 국제무역안을 보완하기 위한 시도에서 생겨났다.
세계 무역 센터는 원래 로어맨해튼의 이스트사이드에 지어질 계획이었으나, 항만공사를 감독하는 뉴저지주와 뉴욕주 정부는 이스트사이드에 건설하는 방안에 반대하였다. 광범위한 협상 끝에 뉴저지와 뉴욕주 정부는 뉴욕시 맨해튼의 로어웨스트사이드의 라디오 로우 자리에 세계 무역 센터를 건설하기로 합의하였다. 뉴저지는 합의안을 받아들이는 대신 항만공사가 당시 파산하였던 허드슨 & 맨해튼 철도를 인수하였고, 이 철도로 뉴저지에서 로어맨해튼으로 통근자를 실어나르면서 동시에 항만공사가 인수한 철도의 명칭을 포트 오소리티 트랜스허드슨(PATH)로 개명하였다.
항만공사는 쌍둥이 빌딩에 대한 구체적인 기획안을 제시한 미노루 야마사키를 세계 무역 센터 건축가로 고용하였다. 건물 내부는 특별한 내력벽이나 기둥 없이 각 층이 완전히 광활한 공간이 있는 철골 프레임의 튜브 구조식 건축물로 설계하였다. 튜브 구조는 가장 안쪽의 코어 기둥들이 건물 하중을 지탱하고 촘촘한 간격으로 붙어 있는 건물 외벽의 기둥이 구조물의 강도를 보강하는 형태였다. 스카이 로비를 사용하여 급행과 전층 엘리베이터를 구분한 엘리베이터 운용 시스템으로 필요한 엘리베이터 수를 줄여 코어 구조를 작게 만들어 내부 사무실 공간을 넓혔다. 세계 무역 센터의 설계와 건설은 쌍둥이 빌딩을 중심으로 이뤄져 건물 기초 부분을 파내기 위한 슬러리 월과 풍동 실험 같은 혁신적인 신기술이 사용되었다.
세계 무역 센터의 제1 세계 무역 센터(북쪽 타워)는 1968년 8월에, 제2 세계 무역 센터(남쪽 타워)는 1969년에 착공하였다. 조립식 부품을 적극적으로 사용하여 건설 속도를 높혔다. 1970년 12월부터 북쪽 타워에서 입주자를 받기 시작했고, 1972년 1월에는 남쪽 타워에도 입주자를 받기 시작했다. 또한 세계 무역 센터 단지의 일부로 저층 빌딩 4동을 건설하기 시작해 저층 건물들은 1973년까지 완공되었다. 마지막 7번째 건물인 제7 세계 무역 센터는 1987년 개장하였다.

## 계획

### 시초
1943년, 어스틴 J. 토빈이 항만공사의 전무이사가 되면서 약 30년간 진행되는 세계 무역 센터 계획 및 건설 감독직을 맡기 시작했다. "세계 무역 센터"라는 개념은 제2차 세계 대전 이후 미국이 경제적으로 번영하고 국제 무역량이 증가하면서 나타나기 시작했다. 당시 경제 성장의 과실은 1930년대 건설된 록펠러 센터로 자극받은 미드타운맨해튼 지역에 집중되었다.
제2차 세계 대전이 공식적으로 끝난 지 1년 후인 1946년, 뉴욕주 의회는 세계 무역 센터의 건설을 촉구하는 결의안을 통과시켰다. 무역 센터로 대서양 횡단 무역에서 뉴욕시의 장악력이 커지길 기대하였다. 세계 무역 조합이 창설되었고 당시 뉴욕주 주지사였던 토머스 E. 듀이가 이사회를 직접 임명하여 건설 계획을 세웠다. 이사회가 세워진 지 4개월도 채 되지 않아 세계 무역 센터 계획이 보류되었다. 이때까지 건축가 존 에버슨과 그의 아들 드류는 10개 블록에 걸쳐 21채의 빌딩을 짓는 약 1억 5천만 달러 규모의 거대한 계획을 세우고 있었다. 하지만 이런 거대 복합단지는 수요 부족으로 수익성이 없을 것이라는 예상이 나왔고, 일부에서는 세계 무역 센터 프로젝트가 미국 내 6천개 대기업 중 최소 4,800개 이상 기업이 세계 무역 센터에 참여해야 수익성이 날 것이라고 예상하였다. 1949년 뉴욕주 의회는 세계 무역 조합을 해산시켰다.

### 원 계획
한편 로어맨해튼의 파이낸셜 디스트릭트 지역은 금융업 경제호황의 영향에서 비껴가 있었다. 또한 로어맨해튼은 많은 노동자들이 교외로 이주하였고, 시내에 살기보다는 그냥 미드타운에서 교외까지 출퇴근하는 것이 더 쉽다는 걸 인지하여 미드타운에 비해 호황의 영향이 더 적었다. 당시 작가인 파울 골드버거는 특히 파이낸셜 디스트릭트엔 엔터테이먼트, 문화센터, 주택을 포함한 "모든 종류의 편의시설이 없었다"고 말했다. 로어맨해튼 항구를 따라 이어지던 상업 시설도 타 산업으로 대체되고 있었다. 로어맨해튼의 도시 재개발을 주도한 데이비드 록펠러는 이 지역의 일자리를 되찾기 위해 원 체이스 맨해튼 플라자를 건설했다. 록펠러는 로어맨해튼을 재개발하지 않으면 미국이 금융허브라는 지위를 잃을 것이라고 경고했다. 하지만 1960년 완공한 240 m의 마천루는 예상보다 훨씬 적은 수의 세입자만 이주했다.
1958년 록펠러는 다운타운-로어맨해튼 협회(DLMA)를 설립하고 스키드모어, 오윙스 & 메릴에게 로어맨해튼 재개발 계획을 수립하도록 의뢰했다. 1960년 6월 말에 공개된 계획에서는 지난 10년간 산업이 꾸준히 쇠퇴했던 로어맨해튼의 항구 중 하나인 사우스스트리트시포트의 이스트강 강변의 13 에어커(53,000 m²) 부지에 세계 무역 센터를 건설한다는 계획이었다.

## 같이 보기
- 원 월드 트레이드 센터의 건설
- 세계 무역 센터의 붕괴

## 참고 문헌
- Cudahy, Brian J. (2002), 《Rails Under the Mighty Hudson》 2판, New York: Fordham University Press, ISBN 978-0-82890-257-1, OCLC 911046235
- Gillespie, Angus K. (1999). 《Twin Towers: The Life of New York City's World Trade Center》. Rutgers University Press. ISBN 978-0-8135-2742-0.
- Glanz, James; Lipton, Eric (2003). 《City in the Sky》. Times Books. ISBN 978-0-8050-7691-2.
- Goldberger, Paul (2004). 《Up from Zero: Politics, Architecture, and the Rebuilding of New York》. Random House Publishing Group. ISBN 978-1-58836-422-7.
- Lew, Hai S.; Bukowski, Richard W.; Carino, Nicholas J. (September 2005). 《Design, Construction, and Maintenance of Structural and Life Safety Systems (NIST NCSTAR 1-1)》 (PDF). Federal Building and Fire Safety Investigation of the World Trade Center Disaster. National Institute of Standards and Technology (NIST).
- Evans, David D.; Richard D. Peacock, Erica D. Kuligowski; W. Stuart Dols; William L. Grosshandler (September 2005). 《Active Fire Protection Systems (NCSTAR 1–4)》. National Institute of Standards and Technology.
- National Construction Safety Team (September 2005). 《Federal Building and Fire Safety Investigation of the World Trade Center Disaster (NCSTAR 1–6)》 (PDF). Structural Fire Response and Probable Collapse Sequence of the World Trade Center Towers. National Institute of Standards and Technology (NIST).
- Sivaraj Shyam-Sunder; Richard G. Gann; William L. Grosshandler; Hai S. Lew; Richard W. Bukowski; Fahim Sadek; Frank W. Gayle; John L. Gross; Therese P. McAllister; Jason D. Averill; James R. Lawson; Harold E. Nelson; Stephen A. Cauffman (September 2005). 《Final Report of the National Construction Safety Team on the Collapses of the World Trade Center Tower (NIST NCSTAR 1)》 (PDF). Federal Building and Fire Safety Investigation of the World Trade Center Disaster. National Institute of Standards and Technology (NIST).